# Chubutisaurus insignis
Il chubutisauro (Chubutisaurus insignis) era un dinosauro erbivoro appartenente ai sauropodi. Visse alla fine del Cretaceo inferiore (Aptiano/Albiano, circa 110 milioni di anni fa) e i suoi resti fossili sono stati ritrovati in Sudamerica (Argentina).

## Descrizione
Questo dinosauro è noto attraverso resti molto incompleti, sufficienti tuttavia a ricostruire almeno parzialmente l'animale. Di certo Chubutisaurus era molto grosso e, come tutti i sauropodi, possedeva un corpo voluminoso sorretto da arti colonnari, mentre il collo e la coda erano allungati. L'omero era lungo 1,4 metri e il femore raggiungeva 1,7 metri; queste dimensioni suggeriscono che l'intero animale dovesse raggiungere i 23 metri di lunghezza. Le vertebre conosciute (principalmente caudali) erano profondamente cave, ma sono quasi tutte mal conservate.

## Classificazione
I resti fossili di chubutisauro sono stati recuperati durante scavi effettuati negli anni '70 nella provincia di Chubut, in Argentina (da qui il nome dell'animale), e sono stati descritti da Del Corro nel 1975. Le caratteristiche zampe anteriori piuttosto allungate hanno portato alcuni paleontologi a ritenere che Chubutisaurus fosse un rappresentante dei brachiosauridi, dinosauri sauropodi dalle zampe anteriori più lunghe delle posteriori. Successivi studi hanno però dimostrato che Chubutisaurus era un tipico rappresentante dei titanosauri, i sauropodi comuni nel Cretaceo dei continenti meridionali. Possibili parentele sono state proposte con Arkharavia, un presunto sauropode titanosauro rinvenuto in Asia. In seguito, però, Arkharavia è stato attribuito ai dinosauri a becco d'anatra (Godefroit et al., 2011).